# 艾拔·費拿
艾拔·費拿（Albert Ferrer，1970年6月6日—），前加泰隆尼亞足球運動員，司職後衛，退役後成為足球教練。費拿曾效力西甲巴塞隆拿、英超車路士等球會。他曾代表西班牙國奧隊贏得1992年巴塞隆拿奧運足球金牌，並36次為西班牙國家足球隊上陣，先後出席1994年、1998年世界盃。退役後先後擔任維迪斯、科爾多瓦和馬略卡領隊。

## 榮譽

### 球會
巴塞隆拿
- 歐洲冠軍聯賽: 1991–92
- 歐洲杯賽冠軍杯: 1996–97
- 歐洲超級盃: 1992, 1997
- 西班牙足球甲級聯賽: 1990–91, 1991–92, 1992–93, 1993–94, 1997–98
- 西班牙國王盃: 1996–97（英语：1996–97 Copa del Rey）, 1997–98（英语：1997–98 Copa del Rey）
- 西班牙超級盃: 1991（英语：1991 Supercopa de España）, 1992（英语：1992 Supercopa de España）, 1994（英语：1994 Supercopa de España）, 1996（英语：1996 Supercopa de España）

車路士
- 歐洲超級盃: 1998
- 英格蘭足總盃: 1999–2000
- 英格蘭社區盾: 2000（英语：2000 FA Charity Shield）

### 西班牙
- 奧運會: 1992